# スーファミターボ
スーファミターボ（SUFAMI TURBO）は、1996年6月28日にバンダイから発売されたスーパーファミコン用周辺機器。スーファミターボ専用に用意された小型ゲームカセットをスーパーファミコン本体に接続するためのアダプタである。

## 概要
スーパーファミコンソフトは大容量化により価格高騰が進み、1995年ごろから定価を1万円前後とするソフトで占められた。スーファミターボはこれを打開し、主に低年齢層に向け安価にゲームを供給するという目的で開発、発売された機器である。本体定価3980円。
スーファミターボは以下のような特徴を持ち、バンダイはこれから得られる利点を強調していた。
- 基本となるゲームプログラムや文字フォントをスーファミターボ本体に格納 - 開発期間の短縮化、データ容量の節約
- 2つのカセット差込口 - 2つのカセット間でマップなどのデータを持ち寄って対戦をしたり、勝敗成績などといったデータの交換ができる他、RPGなどでは一方の差込口にゲームのシステムカセット、もう一方には追加データ用カセットを差し込んで新たなシナリオを楽しむなど、これまでにない遊びが提供できる。
- 小型サイズの専用カセット - カセットはスーパーファミコン用周辺機器として扱われるため、製造は任天堂に委託することなくバンダイが自らの手で行うことができる。よってコストを削減し安価にゲームを供給可能。

正面から見て左のAスロット単独でゲームが起動出来、右のBスロットのみ、又は双方にカセットが挿入されていない(本体のみ)と、警告画面が出て起動出来ない。また、Bスロットでメモリーの書き込みが出来るが、消去する場合はAスロットに挿入する必要があった。
本体の不具合があり、カセット着脱に伴う接触不良でデータが消えるという不評があった。
バンダイがサードパーティを誘致出来ず、ソフトがほぼ版権ものしか出せなかったことと、発売した時期が、既にスーパーファミコンが退潮しつつあったタイミング(次世代機だったNINTENDO 64が本機の5日前に発売)だったことから注目されず、売上不振でおよそ3か月で専用ソフトの供給が打ち切られた。
ソフト自体も低容量で作り込みが甘いゲームが殆どで、データの共用など、2つのスロットを活用する仕様のソフトも(一部を除き)出ておらず、安価とはいえ商品価値に乏しかった。

## 供給・企画されたソフト
当初は過去に通常のスーパーファミコン用カセットとして発売されていた作品をスーファミターボ用カセットで安価に供給するという動きもあり、その1つとして『スーパーテトリス2+ボンブリス』の発売が予告されていたが実際には発売されず、専用ソフトはバンダイが管理するキャラクターを利用した新作十数本の発売に留まった。
定価はいずれのソフトも3980円とスーパーファミコンソフトとしてはかなり低く抑えられている。スーファミターボ本体と専用カセット1本をセットにしたパックも「限定セット」の名で販売された。
発売されたソフト
以下の13タイトル。SDウルトラバトルシリーズとSDガンダムジェネレーションシリーズでは、それぞれ同一シリーズ内のソフト間でデータのやり取りが可能となっている。
1996年6月28日発売 スーファミターボ本体と同時発売
- SDウルトラバトル ウルトラマン伝説
- SDウルトラバトル セブン伝説
- ぽいぽい忍者ワールド - アニメ等既存のキャラクターを使用していないゲームとしてはバンダイ初の作品

1996年7月19日発売
- ゲゲゲの鬼太郎 妖怪ドンジャラ

1996年7月26日発売
- SDガンダムジェネレーション 一年戦争記
- SDガンダムジェネレーション グリプス戦記

1996年8月23日発売
- SDガンダムジェネレーション アクシズ戦記
- SDガンダムジェネレーション バビロニア建国戦記
- 激走戦隊カーレンジャー 全開!レーサー戦士

1996年9月27日発売
- SDガンダムジェネレーション ザンスカール戦記
- SDガンダムジェネレーション コロニー格闘記
- 美少女戦士セーラームーン セーラースターズ ふわふわパニック2
- クレヨンしんちゃん 長ぐつドボン - 視聴者プレゼントにもなった

企画のみで発売されなかった専用ゲーム
- SDウルトラバトル タロウ伝説
- SDウルトラバトル パワード伝説
- SDガンダムジェネレーション アフターコロニー戦記